# 陈传纲
陈传纲（1912年—1966年），男，湖北武汉人，中华人民共和国政治人物。延安整风运动期间曾与妻子被划入“王实味五人反党集团”。曾任复旦大学副校长，上海市高等教育局党组书记、局长。1966年服大量安眠药自殺。

## 家庭
妻子王汝琪。